# Río Zalla
El río Zalla o Lendía es un curso de agua del norte de la península ibérica, afluente del Zadorra. Discurre por la provincia española de Álava.

## Curso
Discurre por la provincia de Álava. El río, que nace de hasta cuatro riachuelos diferentes a las faldas del Gorbea, desemboca en el Zadorra a la altura del concejo de Margarita. Aparece descrito en el decimosexto y último volumen del Diccionario geográfico-estadístico-histórico de España y sus posesiones de Ultramar de Pascual Madoz de la siguiente manera:

ZALLA ó LENDIA: r. en la prov. de Alava. Se forma de cuatro riach. que nacen en distintos parages de las faldas de la sierra de Gorbea: el principal desciende del monte de Ogueta, ramificacion de aquella sierra: pasa por junto á la ermita de la Magdalena, y haciendo mover los molinos de Ocaranca y Echaguen, cuyos términos baña por O., dejándole á la izq. llega hasta Murua, donde se une con otro que nace en el monte Tocornal, de este l. y del de Manurga; corriendo desde aqui por el sitio en que está la ermita de Sto. Tomás: incorporados los dos discurren de N. á S. por término de dicho pueblo de Murua, y por los de Larrinoa que baña por E., dejándole á la derecha, Gopegui por O., y Ondategui por E.: poco mas adelante de este se junta con el que, descendiendo de la falda de la mencionada sierra, pasa por E. de Manurga, dejándole á la der. Unidos en esta forma los 3 ramos, se ocultan en la deh. de Ondategui, entrando por un grande agujero de peña viva que hay en ella, al cual llaman los naturales Bocaron de Zaragua; y corriendo por debajo de tierra como  ¼ y ½ de leg. vuelve á salir poco antes de llegar á Apodaca, junto al camino real. Aqui recibe nuevos caudales, incorporándosele el que corriendo de N. á S. con alguna inclinacion al E., baña por O. los térm. de Olano, dejándole á la izq. Zaitegui y Letoña, por E. y á la der. Desde Apodaca sigue su curso de N. á S. por Artasa, Guereña y Ullibarri de Viña, dejándolos á la derecha; pasa por medio de Foronda, por Antezana y Estarrona, á la izq.; y poco mas adelante de esta v. enfrente de Margarita, desemboca en el r. Zadorra.
(Madoz, 1850, p. 453)

Las aguas del río, perteneciente a la cuenca hidrográfica del Ebro, acaban vertidas en el mar Mediterráneo.